# The Brilliant Green
Banda japonesa d'estil pop-rock retro que debutà el 1997 i que encara continua en actiu. Amb Tomoko Kawase com a cantant, Shunsaku Okuda al baix i Ryo Matsui a la guitarra. Al Japó també se'ls coneix com a BuriGuri (ブリグリ).

## Biografia

### Els inicis
El gener del 2005 Shunsaku Okuda i Ryo Matsuivan decidir formar un grup a la secundària i van contactar amb Tomoko Kawase, qui en aquells moments cantava a Kioto. Llavors les seves influències eren del Rock del Regne Unit i americà, tenint com una de les principals influències a The Beatles. A la primavera del 1997 van gravar una maqueta a HOME STUDIO que va agradar a la petita indústria i van arribar a fer els primers acords. Al juliol la seva cançó "GREEN WOOD DIARY" va ser escollida per presentar la cançó de tancament de la série Suki ni naru made matte.
Van firmar amb Sony Music Entertainment Japan i el 1997 van debutar deixant clar que volien fer música de qualitat i reflectint-hi la seva actitud. El 21 de setembre del 1997 van treure el maxi-single Bye Bye Mr.Mugamb 4 cançons en anglés.
El 1998 van ser una de les bandes amb millors vendes gràcies al senzill There will be love there venent milions de còpies. Tomoko va ser la que va cridar més l'atenció als fans del grup per la seva forma d'actuar infantil i coqueta, i per com cantava tant en japonès com en anglès. Les seves cançons tenen influències de la música psicodèlica dels anys '60, el rock/folk dels '70, glamour dels '80 i punk dels '90.
Després dels senzills TERRA 2001 i Los Angeles, la banda va fer un descans entre el 2001 i el 2002 per a agafar inspiració. Tomoko va aprofitar el mateix 2001 per començar la seva carrera en solitari com a Tommy February⁶.

### Després del descans
El 24 d'abril del 2002 The Brilliant Green va tornar amb el senzill Forever to me - Owarinaki Kanashimi seguit d'uns quants senzills més que van acabar formant el disc THE WINTER ALBUM. Però el grup es va separar i cada component va continuar la seva carrera en solitari, donant una ruptura temporal a la banda.

### El retorn
L'any 2007, el grup, després de més de quatre anys separat, va tornar a ajuntar-se per enregistrar un nou disc commemoratiu dels deu anys del seu debut oficial com a grup, anomenat Complete single collection '97-'08. Fou número 1 a les llistes d'èxits d'Oricon.
El 22 d'agost d'aquell any, 2007, van llançar un senzill que van titular Stand by me. Amb este tema, que també va ser escollit per ser l'ending de la sèrie live action de Tantei Gakuen Q, van recuperar popularitat. Tres mesos després, el 12 de desembre, el grup va llançar un nou senzill a la venda, Enemy, que va incloure com a cançó B una versió acústica d'una altra cançó seva, Angel Song.
Ja el 2008, el grup, coincidint amb l'aniversari de la seua vocalista, Tomoko Kawase, va llançar a la venda un nou senzill titulat Ash like snow, que també va ser la careta d'entrada per a una sèrie d'animació japonesa: en este cas, Gundam 00.

## Membres
- Tomoko Kawase (川瀬 智子, Kawase Tomoko) – cantant. Tomoko Kawase és la vocalista de la banda, i també és qui escriu les lletres de les cançons. Domina perfectament l'anglès i el japonès, de manera que escriu i canta en tots dos idiomes. Té projectes en solitari amb els sobrenoms de Tommy heavenly⁶ i Tommy februrary⁶ (vegeu-ne l'article principal), l'encanten els models de Fiorucci i fins i tot és actriu de doblatge. L'obsessiona Elmo, el muppet vermell. Actualment està casada amb Shunsuke Okuda.
- Shunsaku Okuda (奥田 俊作)|Okuda Shunsaku – guitarra acústica, guitarra rítmica i baix. Acostumen a dir-ne "líder" i és el que acostuma a compondre la majoria de les cançons del grup, ajudat, si cal, de la veu. També s'encarrega d'enregistrar i mesclar les cançons, i comparteix les tasques de producció amb la resta del grup. Mentre el grup va estar aturat, va compondre cançons per a la coneguda cantant de pop Sakaya. Sol fer servir una guitarra Fender Precision Bass'65, però val a dir que recentment ha optat per una Gibson Firebird. És el més veterà del grup i està casat amb Tommy Bleh.
- Ryo Matsui (松井 亮, Matsui Ryō) – Guitarra elèctrica i guitarra solista. Nascut l'11 de febrer del 1972, potser no és tan prolífic com Shunsaku, però escriu algunes de les cançons del grup. També té un projecte en solitari, Meister. És un home amb molt bon gust: té una gran col·lecció de guitarres entre les quals s'hi inclouen una Fender Esquire, un Epiphone Casino'67, una '65 Gibson 335 i una Gibson Les Paul Standard 83. Sovint se'l veu amb Dallas Aribitreer Fuzz Face i Vox Wah. Als matins treballa en un gimnàs i l'encanta canviar d'imatge de cabells. Està casat amb la dissenyadora de joies A-San.

## Discografia
Àlbums
- The Brilliant Green (19 de setembre del 1998)
- Terra 2001 (8 de setembre del 1999)
- Los Angeles (1 de gener del 2001)
- The Winter Album (4 de desembre del 2002)

Senzills
- "Bye Bye Mr. Mug" (21 de setembre del 1997)
- "Goodbye and Good Luck" (1 de desembre del 1997)
- "There Will Be Love There ~Ai no aru Basho~" (13 de maig del 1998)
- "Tsumetai Hana" (26 d'agost del 1998)
- "Sono Speed De" (27 de gener del 1999)
- "Nagai Tameiki no You Ni" (10 de març del 1999)
- "Ai no Ai no Hoshi" (18 d'agost del 1999)
- "Call My Name" (22 de setembre 1999)
- "Bye! My Boy!" (1 de desembre del 1999)
- "Hello Another Way ~Sorezore no Basho~" (31 de maig del 2000)
- "Angel Song ~Eve no Kane~" (15 d'octubre del 2000)
- "Forever to Me ~Owarinaki Kanashimi~" (24 d'abril del 2002)
- "Rainy Days Never Stays" (31 de juliol del 2002)
- "I'm So Sorry Baby" (9 d'octubre del 2002)
- "Stand By Me" (22 d'agost del 2007)
- "Enemy" (12 de desembre del 2007)
- "Ash Like Snow" (6 de febrer del 2008)

Compilacions
- Complete Singles Collection '97-'08 (20 de febrer del 2008)